# Apple TV
1. Apple TV 第4世代本体の背面写真
2. Apple TV 4K本体の背面写真

Apple TV（アップル ティーヴィー）、現在のApple TV 4Kは、Appleが開発・販売するセットトップボックスである。2006年9月12日にコードネーム「iTV」（アイティーヴィー）として発表された。
家庭内でビデオ・コンテンツをiTunesからテレビへ無線LANあるいは有線LANを通して配信することができる他、YouTubeの映像も見ることができる。また、2008年1月15日より、iTunes Storeから直接コンテンツを購入したり、映画のレンタルもできるようになった。

## 概要
Apple TVは2006年9月12日にサンフランシスコのYerba Buena Center for the Artsで開催されたスペシャルイベントの終盤に、スティーブ・ジョブズCEOが「iTV（アイティーヴィー）」というプロジェクトのコードネームで発表した。予定価格は299ドルとされた。Appleが開発段階でハードウェア製品を発表するのは異例のことであった。
2007年1月10日にAppleは正式名称を「Apple TV」、日本でのメーカー希望小売価格を36,800円と発表し、同時にApple Store オンラインで注文の受付を開始した。出荷予定日は当初2007年2月とされたが延期され、3月22日に出荷が始まった。
2008年1月15日にサンフランシスコ、モスコーニ・センターで行われたMacworld 2008でスティーブ・ジョブズCEOがApple TVの値下げとアップデートをアナウンスした。このアップデートによって、iTunesの新しいサービスであるiTunes映画のレンタルにも対応し、今度はMacやPCに同期せずに単体でiTunes Storeにアクセスできるようになった。映画のレンタルはSD解像度（480p AVC 1.5Mbps前後）のほかにHD解像度（720p AVC 4Mbps）でドルビー5.1chサラウンドに対応した転送速度は1本あたりの容量と再生時間から計算。またHD対応のPodcastにも対応している。これに伴ってGUIも一新された。
2010年9月1日のApple2010秋スペシャルイベントで第2世代Apple TVが発表され、99ドルへの大幅な値下げ、製品も4分の1に小型化し、AirPlayの初採用と前モデルから内容が大幅に刷新された。この刷新では、iTunesだけでなくiPhoneやiPadからの音楽や動画、画像をAirPlay経由で再生することが可能になった。また、従来のHD映画に加えて、大手放送局提供のTV番組が1話に付き99セントでレンタルできるサービスが加わった。また米国で人気のNetflixにも対応した。
2015年9月10日に発表された第4世代Apple TVでは、iOSベースの新プラットフォームであるtvOSを採用、これによりサードパーティ製アプリの使用が可能になるなど、機能が大きく刷新された。

## 沿革
- 2006年9月12日 - サンフランシスコのイベントで、コードネーム iTVとして製品発表[5]。
- 2007年1月9日 - Macworld Conference & Expo 2007でApple TVとして製品が正式発表[6]。同年3月21日に販売開始[7][8]。
- 2008年1月15日 - 1月中にソフトウェアアップデートを実施し、機能追加（iTunes Storeでの音楽などの購入が可能に。また米国に限り同Storeで映画レンタルが可能に。.Mac WebギャラリーやFlickrの写真閲覧が可能に。）すると発表[9]。インターフェースの変更。
- 2008年1月30日 - 機能追加の為のソフトウェアアップデートが1〜2週間遅れると発表[10]。
- 2009年9月15日 - 40GBモデル販売終了、160GBモデルの大幅価格改定（49,800円→23,800円）[11]。
- 2009年10月30日 - Apple TV 3.0ソフトウェア発表[12]。iTunes ExtrasやiTunes LP、Genius Mixに対応した。
- 2010年6月15日 - 新モデルのMac mini発表によりApple Store オンライン上でiPodアクセサリへ分類される。
- 2010年9月1日 - 第2世代Apple TV発表[13]。ハードディスクを排除し大幅に小型化。Apple A4を搭載。
- 2010年11月11日 - 第2世代Apple TVが日本で発売開始[14]。
- 2012年3月8日 -  第3世代Apple TV発表[15]。メニュー画面などのインターフェースを一新し、最大解像度が1080pになる。また、同日に Apple TV（第2世代）へのソフトウェア・アップデートが提供され、新しいインターフェースを使用できるようになった。
- 2012年9月25日 - Apple TVソフトウェアアップデート5.1公開。ホーム画面のアイコン整列、iCloudの新機能、バグ修正などが含まれている[16]。
- 2013年1月28日 - 第3世代Apple TV（Rev A）発売。内部の一部部品が刷新されている。
- 2013年9月21日 - Apple TVソフトウェアアップデート6.0公開。iTunes Music Storeから直接音楽を購入、再生できるようになった。
- 2014年9月19日 - Apple TVソフトウェアアップデート7.0公開。新たにフラットな見た目のGUIデザイン（iOS 7 / 8に酷似）を採用。ファミリー共有に対応し、Beats Musicアプリが追加された。
- 2015年9月10日 - 第4世代Apple TV発表[17]。新たにtvOSを採用、サードパーティ製アプリの使用が可能になる。それに伴い内蔵ストレージを復活させた。容量は32GBおよび64GB。
- 2015年10月30日 - 第4世代Apple TV発売。
- 2017年9月12日 - Apple TV 4K発表。4K、HDR画質に対応[18]。
- 2017年9月22日 - Apple TV 4K発売[18]。
- 2019年3月25日 - 映像配信サービスApple TV+、および新しいApple TVアプリを発表[19]。
- 2021年4月20日 - 第2世代Apple TV 4K発表[20]。
- 2022年10月18日 - 第3世代Apple TV 4K発表[21]、HDR10+対応。

## 特徴
主な機能
- Mac、PC、iPhone、iPod touch、iPad内の映像・音楽・写真コンテンツを、無線か有線LAN経由でテレビにストリーミング[22]
- ホームシェアリング機能を有効にしたMacまたはPCのミュージック、ビデオ、写真にアクセス可能
- iCloud、Flickrの写真、およびYouTube、Vimeo、Netflix、Hulu、Apple TV+のビデオを閲覧
- iTunes Storeでのコンテンツの購入
- iTunes StoreでHD画質の映画およびテレビ番組のレンタルまたは購入（日本国内では2010年11月11日より開始）

（ABC、Fox、Disney Channel、BBC America提供によるHDテレビ番組が99セント、HD映画のセレクションが4.99ドル）
その他の機能
- AirPlayに対応した第2世代以降の機種では、iTunesをインストールしたMacまたはPCとApple TVを有線LANケーブルで接続し、AirPlayを同時に有効にした状態でMacまたはPCから音声を出力した際に音質が向上する触媒作用の機能を持つ。AirMac Expressにも同様の機能がある。
- Apple TV 4K以降の機種ではAirPlay 2に対応したことにより、iOS機種やiPadOS機種からのAirPlay送信やAirMac Expressでの音声出力に対してもApple TVを使用した触媒作用が有効となった。

## 歴代機種

### 第1世代
無線LAN（IEEE 802.11b/g/nドラフト）、またはイーサネットで特定1台のPCのiTunesと自動的に同期し、内蔵のHDDにコンテンツを貯めることができる。また、5台までのPCからストリーミングを受ける機能も備える。同期、ストリーミングはMac OS X、Windowsの両方に対応している。製品にはApple Remoteが付属し、Front Rowと同様のGUIを実装して簡単なメニュー操作で各データを閲覧・再生できるようになっている。
CPUとしてIntel Pentium M 1.0GHz、チップセットにGPU内蔵のNVIDIA G72Mを搭載し、出力解像度は720pまで対応している。テレビとの接続のため、Apple製品では初のHDMI端子とコンポーネント端子を搭載している。
2018年5月25日、iTunes Storeは使用できなくなった。

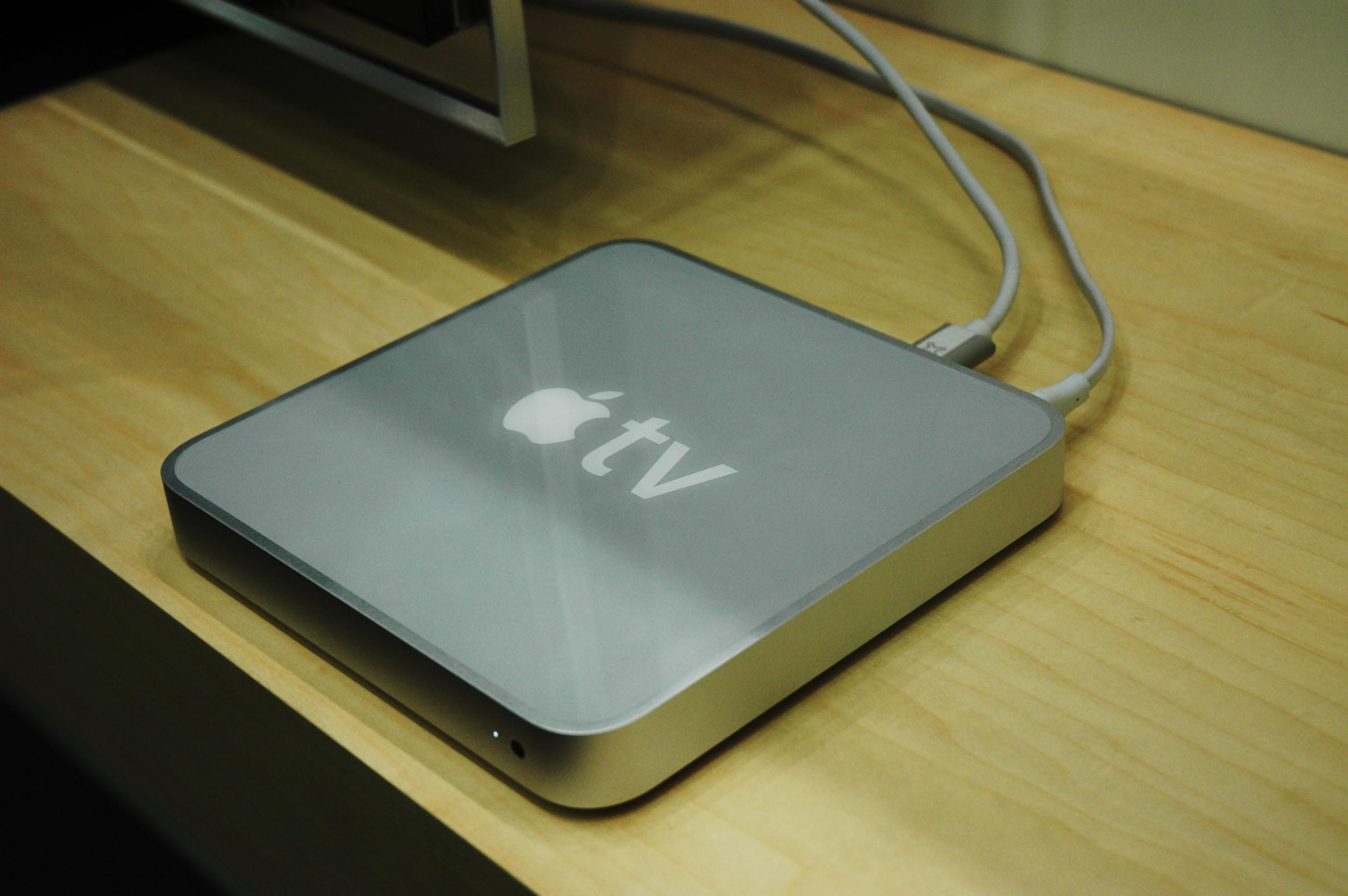
Apple TV（第1世代）
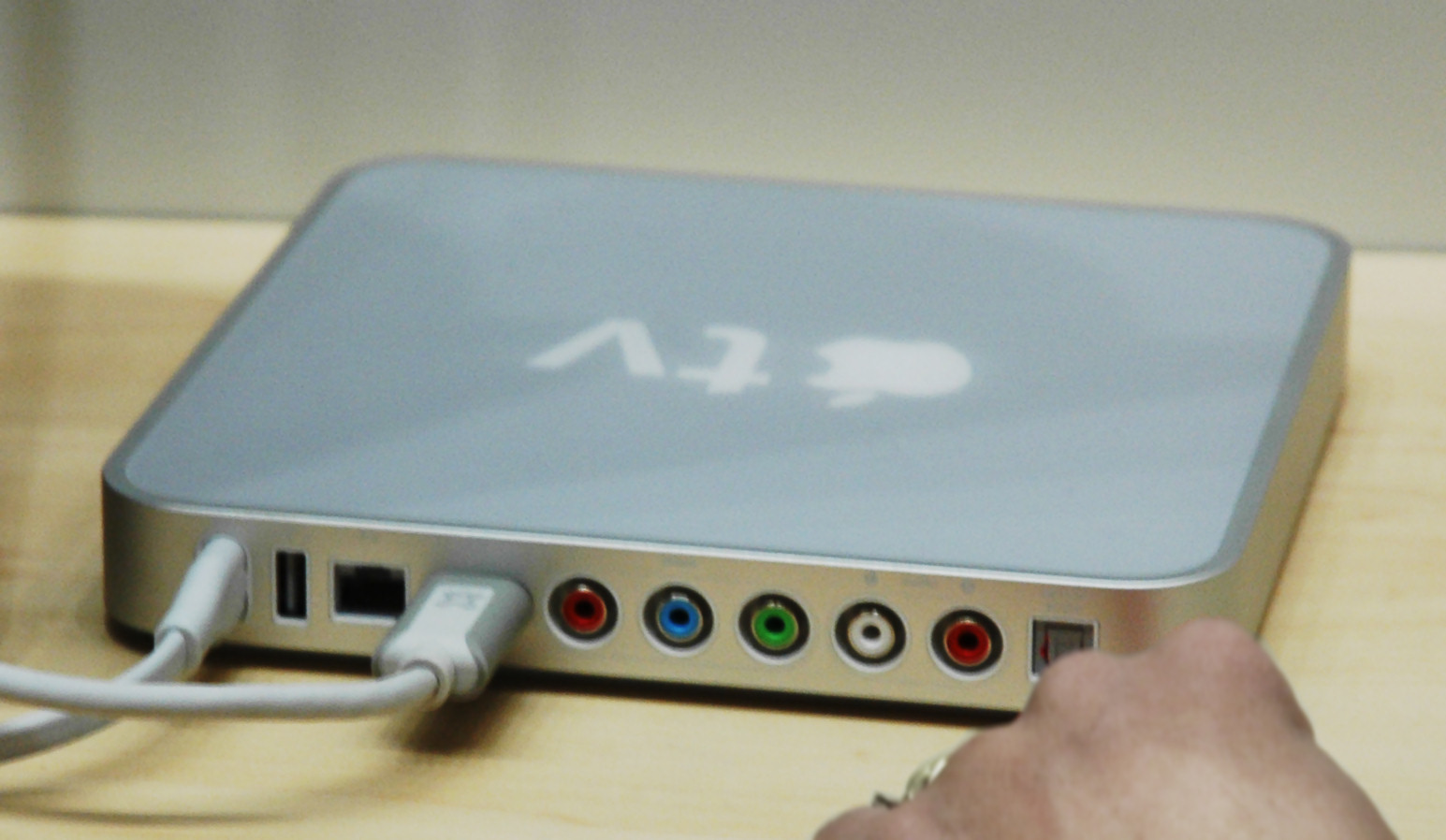
Apple TV（第1世代）の背面。電源、ファームウェアアップデート用のUSB、イーサーネット、HDMI、コンポーネントビデオとオーディオ、オプティカルを含む背面コネクタ

### 第2世代
新たにApple A4プロセッサが搭載され、電源が内蔵された。A4は、CPU・GPU・メモリなどが集約されたSoCであり、HDD、コンポーネント端子が撤廃されたことによって、本体サイズが約4分の1に小型化し、$99への大幅な値下げを可能とした。
内蔵ソフトウェアも大幅に刷新されている。iOSベースのApple TV ソフトウェアが搭載され、従来のHD映画に加え大手放送局提供のテレビ番組が¢99（1話）でレンタルできるサービスが加わった。また米国で人気のNetflixにも対応した。更に、新発表のAirPlay（旧AirTunes）によって、MacやWindows PC、iPhone、iPod touch、iPadからでも音声や映像をWi-Fi経由でストリーミング再生できるようになった。
無線LANは、IEEE 802.11a/b/g/nに対応し、2.4GHz帯のほか、5GHz帯での接続が可能となった。付属する新しいApple Remoteのほか、Remoteアプリ（配信終了）をインストールしたiPhone、iPod touch、iPadを使用してのリモコン操作が可能であった。

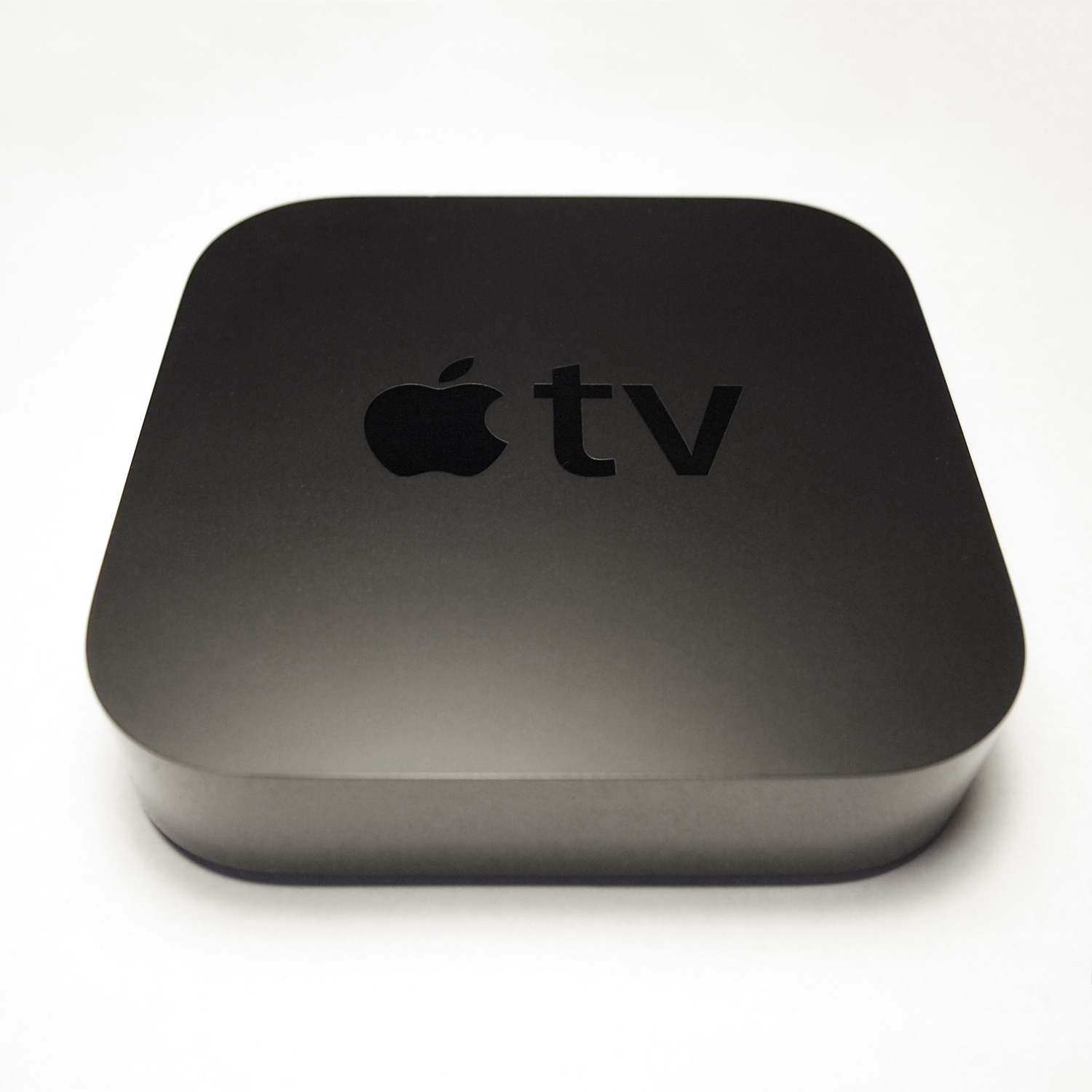
Apple TV（第2世代）
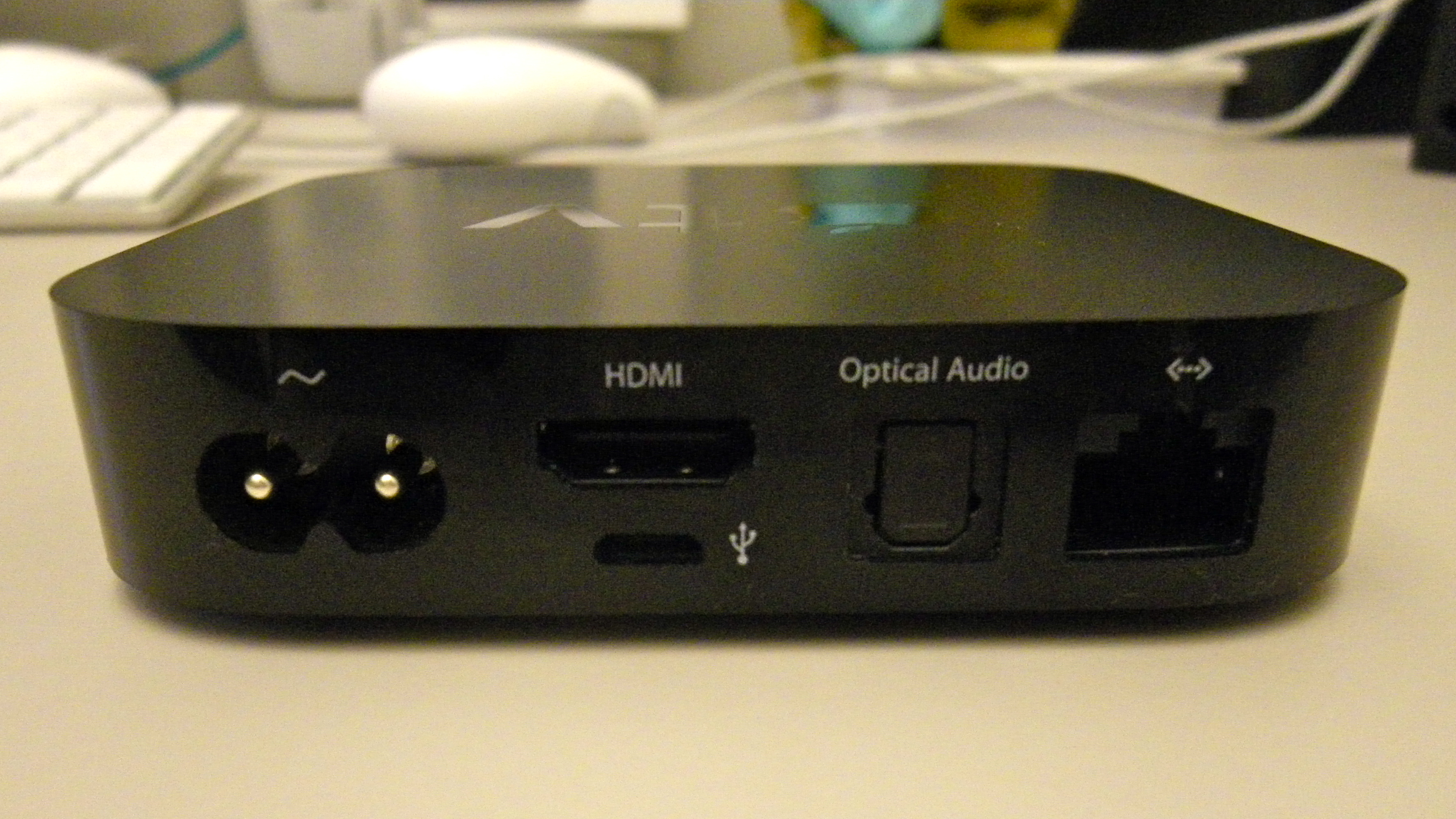
第2世代の背面

### 第3世代
2012年3月16日発売。Apple A5プロセッサ（シングルコア）を搭載し、GUIとHDMI出力は1080pに対応。
2013年1月28日には内部の一部部品が更新された第3世代 Apple TV (Rev A)が発売され、P2PのAirPlayに対応した。
第3世代終売後の2019年5月にはApple TVアプリとApple TV+に対応、2020年3月にはiOS / iPadOSデバイスからのリモコン操作に対応した。
2022年現在、tvOS非対応モデルでのApple TV ソフトウェアのアップデートは全て終了し、TVアプリ以外のAppleの近年の新しいサービスには対応せず、既に内蔵アプリ（他社コンテンツ）の多くもサポートを終了している。

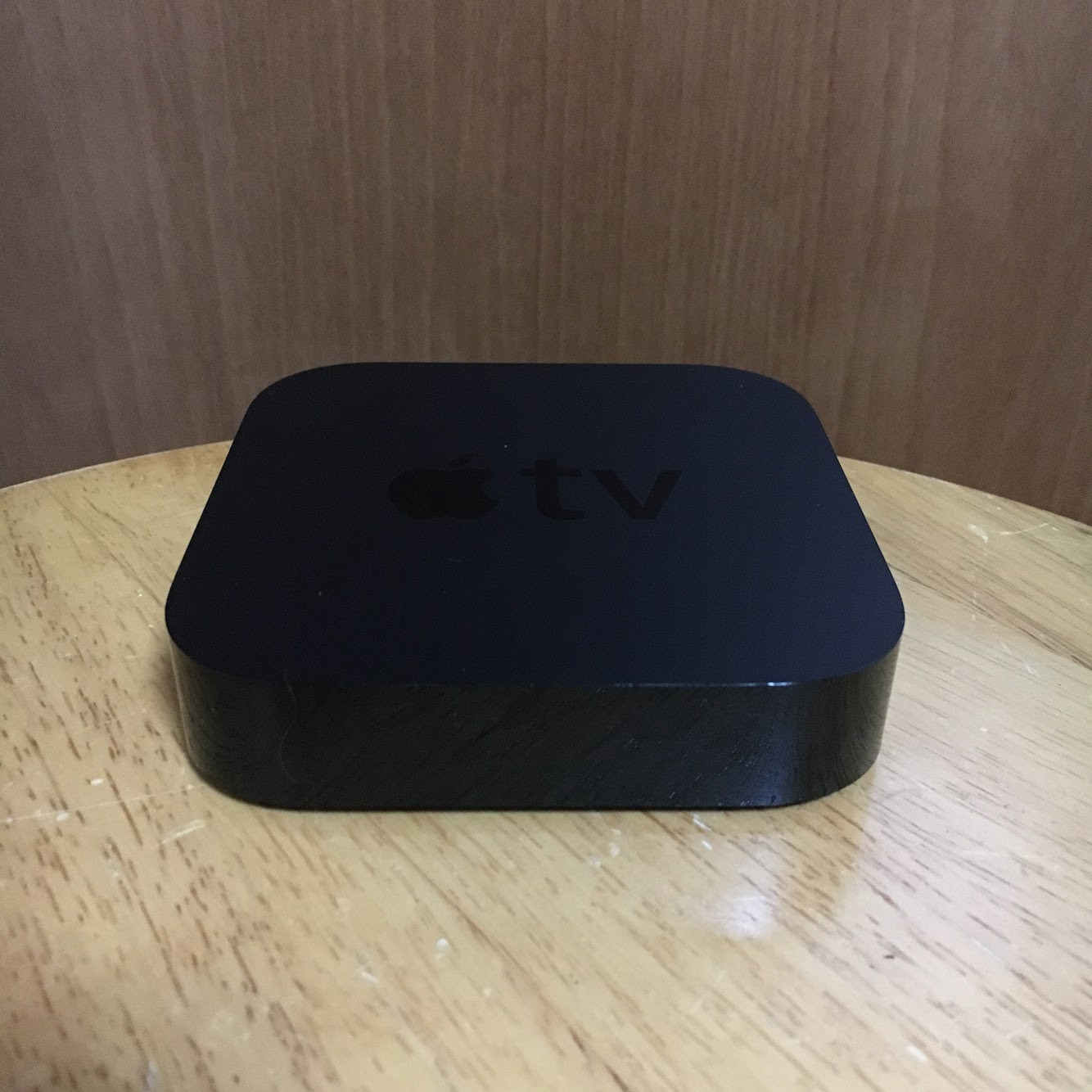
Apple TV（第3世代） 前面

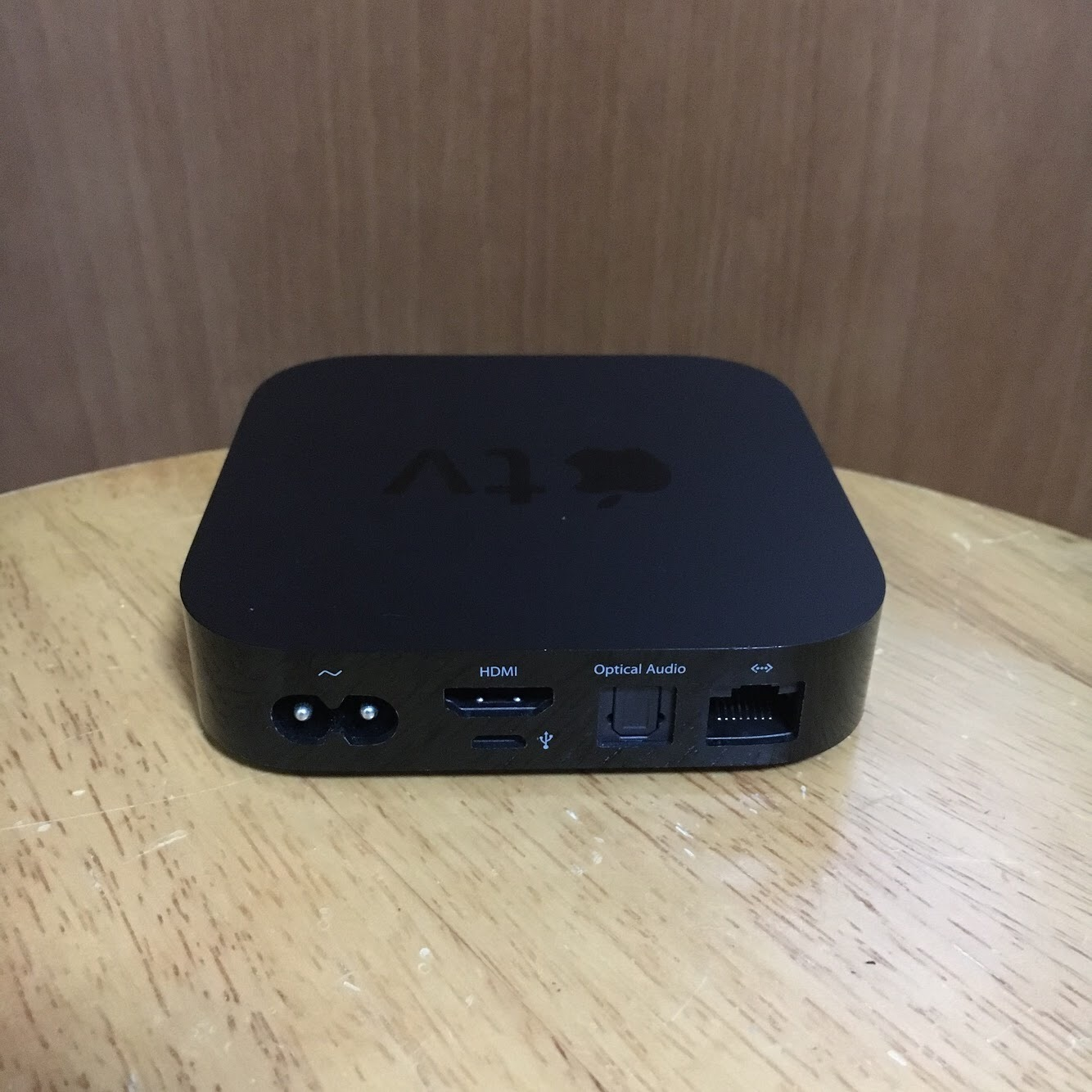
Apple TV（第3世代） 背面

### 第4世代
2015年9月10日発表、同年10月26日からオンラインでの注文受付が開始され、同30日より出荷および店頭での販売が開始された。価格は32GBモデルが18,400円、64GBモデルが24,800円。第3世代も併売を続ける。
CPUには新しくApple A8プロセッサを搭載。出力端子はHDMI 1.4のみとなり、光デジタル音声端子は撤廃された。オーディオフォーマットでは新たにDolby Digital Plus 7.1に対応した。
iOSをベースに開発されたtvOSを採用し、GUIがSiri Remoteでの操作に最適化されるかたちで刷新された。またApple TVでは初めてApp Storeに対応。開発者にはソフトウェア開発キットとしてtvOS SDKが提供され、Apple TV用アプリやゲームの開発、配信ができるようになった。
従来のApple Remoteに代わり、Siri用のデュアルマイクやTouchサーフェス、加速度センサーおよびジャイロスコープなどを備えたSiri Remoteが同梱される。Apple Remoteが本体との通信に赤外線を利用していたのに対して、Siri RemoteはBluetooth接続がメインである。Siriボタンを押しながら話しかけることで、動画や音楽の再生・停止・スキップなどの操作から、ジャンルや俳優名などからの映画作品の検索、天気やスポーツの試合結果の表示など、音声で様々な操作をすることができる。また方向ボタンの代わりにTouchサーフェスを搭載し、これをスワイプするなどして画面上の選択を切り替えたりスクロールしたりする。赤外線またはHDMI-CECを使用して、Siri Remoteからテレビ本体の音量を操作することも可能となった。第1世代Siri Remoteはゲームコントローラとしても使用できるほか、対応のPlayStation、XboxなどのBluetoothコントローラも使用できる。
同梱のSiri Remoteは、Apple TV 4K（後述）の第1、第2世代の発売に合わせて同じ新しいものに計2回変更された。
2019年3月25日、製品呼称がApple TV（第4世代）からApple TV HDへ変更された。
Apple TV 4K（第1世代）発表後も32GBモデルのみ併売されていたが、Apple TV 4K（第3世代）の発表に伴いHDモデルは全て終売となった。

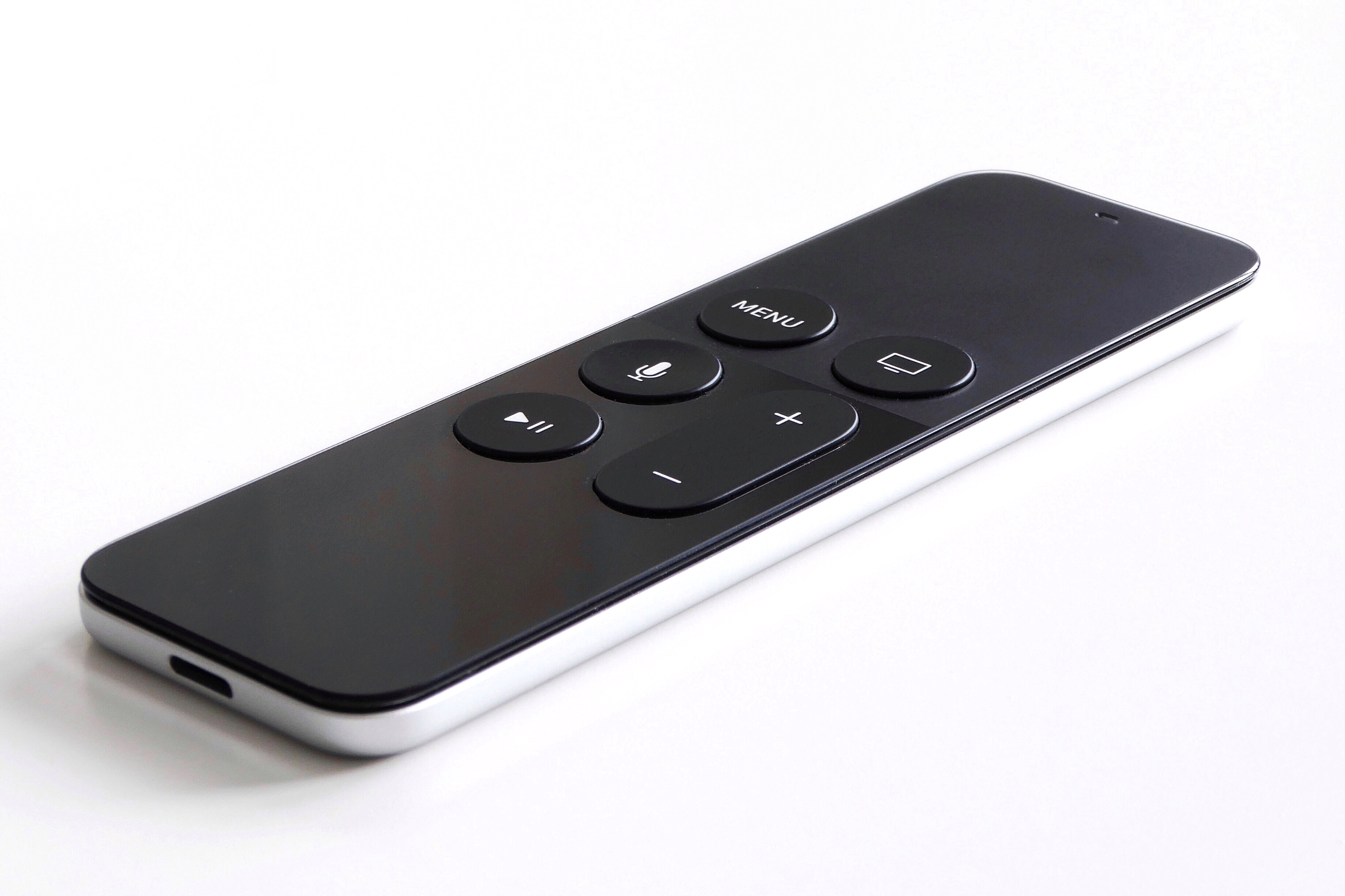
MENU ボタンに白い縁取りがないSiri Remote（第1世代）

### Apple TV 4K（第1世代）
Apple TV 4Kという名称で2017年9月12日発表、9月22日発売。CPUは新しくApple A10Xを搭載し、HDMI 2.0aによりGUIは4K画質（HDR10、Dolby Vision）に対応。ただし、AirPlayミラーリング時のネイティブ4K表示には非対応。ストレージは32GBおよび64GB。EthernetポートはギガビットEthernetに対応。なお、USB端子自体は基板内には残っているものの、物理的に差し込めなくなっている。これによりApple TV 4Kは起動しなくなった場合、PCを使ってtvOSを復元することはできない。第1世代Siri Remoteは少しだけデザインし直され、MENU ボタンの周りを白い円で囲むようになった。
新たにAirPlay 2に対応し、複数のHomePodを組み合わせてスピーカーとして使用することが可能。tvOS 12でDolby Atmosに対応した。tvOS 14では最大2組のAirPodsやBeatsヘッドフォンでオーディオの共有が可能。当初はVP9に非対応で、tvOS 14の登場までYouTubeアプリの1440p / 2160p画質に非対応であった。

### Apple TV 4K（第2世代）
2021年4月20日発表。A12 Bionicを搭載し、新しいデザインの第2世代Siri Remoteが同梱される。
新たにWi-Fi 6とThreadに対応。またHDMI 2.1を搭載したことにより、eARCに対応（eARCの機能を使う場合はHomePodが別途必要）。tvOS 17ではiPhoneやiPadのカメラを連係してFaceTime通話が可能。

### Apple TV 4K（第3世代）

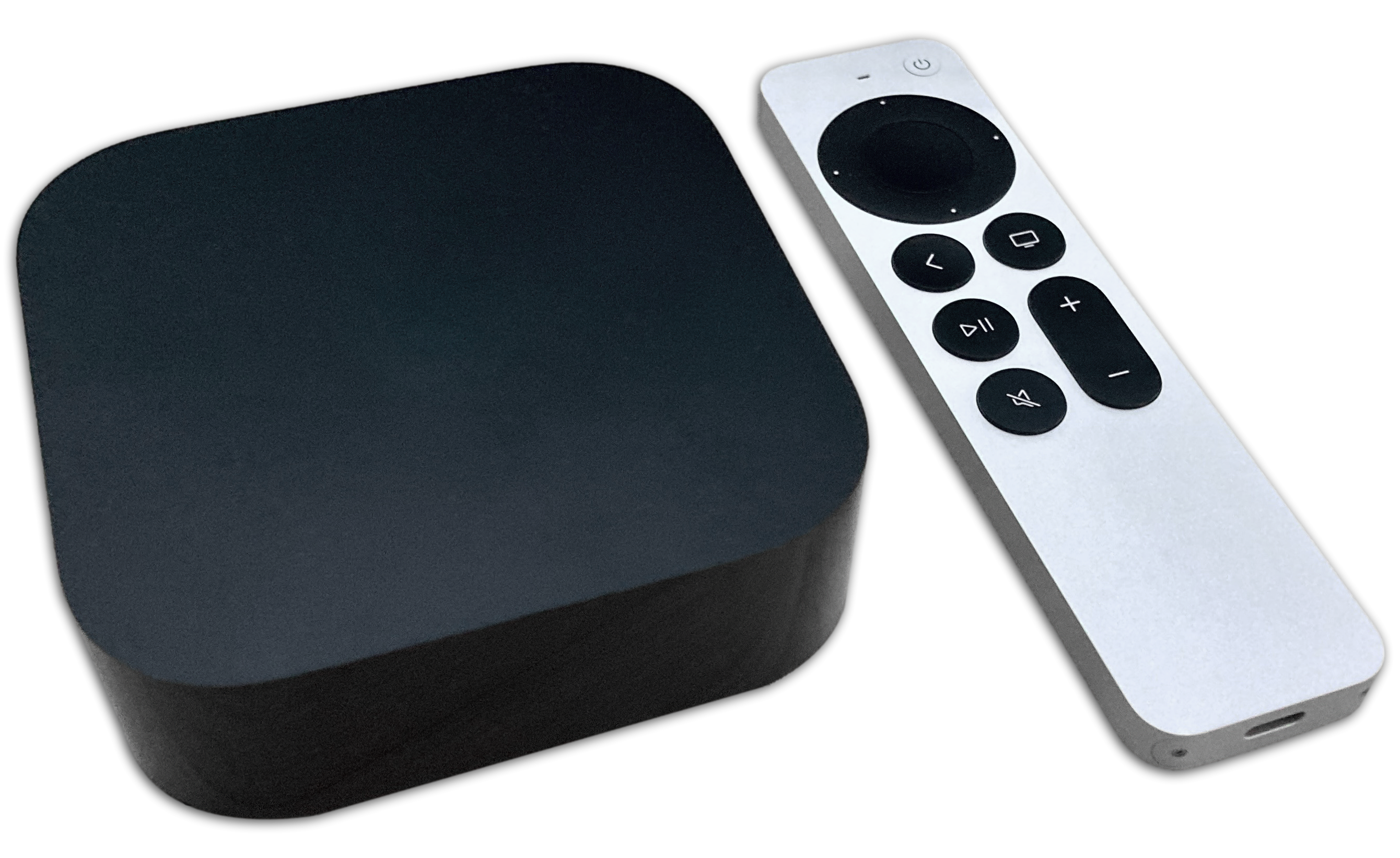
Apple TV 4K（第3世代）

2022年10月18日発表。A15 Bionicを搭載し、充電用コネクタがUSB-Cになった第3世代Siri Remoteが同梱される。ファンレスとなって小型・軽量化された。また本体上部にあった tvの文字は無くなりAppleロゴのみになった。
新たにHDR10+に対応。Wi-Fiモデル (64GB)とWi-Fi + Ethernetモデル (128GB)の2構成。ThreadはWi-Fi + Ethernetモデルのみ対応。

## Apple TV+
2019年3月25日発表。2019年11月1日にサービスを開始。Netflixのような定額制映像配信サービスで、本サービス開始に合わせて、Apple TVのみならず、東芝やサムスン電子製などの一部スマートテレビやAmazon Fire TVなどでも専用アプリの「Apple TVアプリ」を経由して、本サービスやiTunesのコンテンツが視聴可能になった。

## 仕様
|                | 第1世代                                                                        | 第2世代                                          | 第3世代                                                  | HD （旧称 第4世代）                                              | 4K（第1世代）                                            | 4K（第2世代）                                                                                       | 4K（第3世代）                                                             |
| -------------- | ------------------------------------------------------------------------------ | ------------------------------------------------ | -------------------------------------------------------- | ---------------------------------------------------------------- | -------------------------------------------------------- | --------------------------------------------------------------------------------------------------- | ------------------------------------------------------------------------- |
| 発売日         | 2007年1月9日                                                                   | 2010年9月1日                                     | 初期版: 2012年3月7日                                     | 2015年10月30日                                                   | 2017年9月22日                                            | 2021年5月21日                                                                                       | 2022年11月4日                                                             |
| 発売日         | 2007年1月9日                                                                   | 2010年9月1日                                     | Rev A: 2013年1月28日                                     | 2015年10月30日                                                   | 2017年9月22日                                            | 2021年5月21日                                                                                       | 2022年11月4日                                                             |
| 生産中止       | 2010年9月1日                                                                   | 2012年3月7日                                     | 初期版: 2013年3月10日                                    | 64GB: 2017年9月12日                                              | 2021年4月20日                                            | 2022年10月17日                                                                                      | 生産中                                                                    |
| 生産中止       | 2010年9月1日                                                                   | 2012年3月7日                                     | Rev A: 2016年9月8日                                      | 32GB: 2022年10月17日                                             | 2021年4月20日                                            | 2022年10月17日                                                                                      | 生産中                                                                    |
| プロセッサ     | Intel 1.0GHz Crofton プロセッサ                                                | Apple A4 1GHz                                    | Apple A5 シングルコア                                    | Apple A8 デュアルコア                                            | Apple A10X Fusion                                        | Apple A12 Bionic                                                                                    | Apple A15 Bionic                                                          |
| グラフィックス | NVIDIA GeForce Go 7300（64MB VRAM）                                            | Apple A4 （PowerVR SGX535）                      | 初期版: Apple A5 （PowerVR SGX543MP2）                   | Apple A8 （PowerVR Series 6XT GX6450）                           | PowerVR Series 7XT 12コア                                | Apple A12 Bionic （Apple独自4コア）                                                                 | Apple A15 Bionic （Apple独自5コア）                                       |
| グラフィックス | NVIDIA GeForce Go 7300（64MB VRAM）                                            | Apple A4 （PowerVR SGX535）                      | Rev A: Apple A5 （PowerVR SGX543MP1）                    | Apple A8 （PowerVR Series 6XT GX6450）                           | PowerVR Series 7XT 12コア                                | Apple A12 Bionic （Apple独自4コア）                                                                 | Apple A15 Bionic （Apple独自5コア）                                       |
| メモリ         | 256MB/400MHz DDR2 SDRAM                                                        | 256MB                                            | 512MB                                                    | 2GB LPDDR3 SDRAM                                                 | 3GB LPDDR4                                               | 3GB LPDDR4                                                                                          | 4GB LPDDR4                                                                |
| ストレージ     | 40GB/160GB HDD                                                                 | 8GB フラッシュメモリ（キャッシュ用）             | 8GB フラッシュメモリ（キャッシュ用）                     | 32GB/64GB フラッシュメモリ                                       | 32GB/64GB フラッシュメモリ                               | 32GB/64GB フラッシュメモリ                                                                          | 64GB/128GB フラッシュメモリ                                               |
| コネクタ       | HDMI コンポーネント端子 IRレシーバ USB 2.0                                     | HDMI IRレシーバ Micro-USB                        | HDMI IRレシーバ Micro-USB                                | HDMI 1.4 IRレシーバ USB-C                                        | HDMI 2.0a IRレシーバ                                     | HDMI 2.1 IRレシーバ                                                                                 | HDMI 2.1 IRレシーバ                                                       |
| ネットワーク   | IEEE 802.11b/g/n Wi-Fi 10/100BASE-T Ethernet                                   | IEEE 802.11a/b/g/n Wi-Fi 10/100BASE-T Ethernet   | IEEE 802.11a/b/g/n Wi-Fi 10/100BASE-T Ethernet Bluetooth | MIMO対応 IEEE 802.11ac Wi-Fi 10/100BASE-T Ethernet Bluetooth 4.0 | MIMO対応 802.11ac Wi-Fi ギガビットEthernet Bluetooth 5.0 | MIMO対応 802.11ax Wi-Fi 6 同時デュアルバンド（2.4GHz/5GHz） ギガビットEthernet Bluetooth 5.0 Thread | MIMO対応 802.11ax Wi-Fi 6 同時デュアルバンド（2.4GHz/5GHz） Bluetooth 5.0 |
| ネットワーク   | IEEE 802.11b/g/n Wi-Fi 10/100BASE-T Ethernet                                   | IEEE 802.11a/b/g/n Wi-Fi 10/100BASE-T Ethernet   | IEEE 802.11a/b/g/n Wi-Fi 10/100BASE-T Ethernet Bluetooth | MIMO対応 IEEE 802.11ac Wi-Fi 10/100BASE-T Ethernet Bluetooth 4.0 | MIMO対応 802.11ac Wi-Fi ギガビットEthernet Bluetooth 5.0 | MIMO対応 802.11ax Wi-Fi 6 同時デュアルバンド（2.4GHz/5GHz） ギガビットEthernet Bluetooth 5.0 Thread | （Wi-Fi + Ethernetモデルのみ 上記に加え） ギガビットEthernet Thread       |
| 映像出力       | 720p 60/50Hz・576p 50Hz（PAL）・480p 60Hz（NTSC） HDMIおよびコンポーネント端子 | 720p 60/50Hz HDMIのみ                            | 1080p 60/50Hz・720p 60/50Hz HDMIのみ                     | 1080p 60/50Hz・720p 60/50Hz HDMIのみ                             | 最大2160p HDR（SDRのみ最大60fps） HDMIのみ               | 最大2160p HDR 60fps HDMIのみ                                                                        | 最大2160p HDR 60fps HDMIのみ                                              |
| 音声出力       | HDMI、S/PDIF（光デジタル音声端子）およびRCA端子（アナログ ステレオオーディオ） | HDMIおよびS/PDIF（光デジタル音声端子）           | HDMIおよびS/PDIF（光デジタル音声端子）                   | HDMIのみ                                                         | HDMIのみ                                                 | HDMIのみ                                                                                            | HDMIのみ                                                                  |
| 電源           | 48W 内蔵電源                                                                   | 6W 内蔵電源                                      | 6W 内蔵電源                                              | 13W 内蔵電源                                                     | 13W 内蔵電源                                             | 13W 内蔵電源                                                                                        | 内蔵電源                                                                  |
| サイズ         | 197×197×28mm                                                                   | 98×98×23mm                                       | 98×98×23mm                                               | 98×98×35mm                                                       | 98×98×35mm                                               | 98×98×35mm                                                                                          | 93×93×31mm                                                                |
| 重量           | 1.09kg                                                                         | 272g                                             | 272g                                                     | 425g                                                             | 425g                                                     | 425g                                                                                                | 208g（Wi-Fiモデル） 214g（Wi-Fi + Ethernetモデル）                        |
| 付属リモコン   | Apple Remote（ホワイト）                                                       | Apple Remote（アルミニウム）                     | Apple Remote（アルミニウム）                             | 発売初期: Siri Remote（第1世代）                                 | Siri Remote（第1世代）                                   | Siri Remote（第2世代）                                                                              | Siri Remote（第3世代）                                                    |
| 付属リモコン   | Apple Remote（ホワイト）                                                       | Apple Remote（アルミニウム）                     | Apple Remote（アルミニウム）                             | Apple TV 4K（第2世代）発売以後: Siri Remote（第2世代）           | Siri Remote（第1世代）                                   | Siri Remote（第2世代）                                                                              | Siri Remote（第3世代）                                                    |
| 初期搭載OS     | Apple TV ソフトウェア 1.0 （Mac OS X 10.4 ベース）                             | Apple TV ソフトウェア 4.0 （iOS 4.1 ベース）     | 初期版: Apple TV ソフトウェア 5.0 （iOS 5.1 ベース）     | tvOS 9.0 （iOS 9 ベース）                                        | tvOS 11.0 （iOS 11 ベース）                              | tvOS 14.5 （iOS 14.5 ベース）                                                                       | tvOS 16.1 （iOS 16.1 ベース）                                             |
| 初期搭載OS     | Apple TV ソフトウェア 1.0 （Mac OS X 10.4 ベース）                             | Apple TV ソフトウェア 4.0 （iOS 4.1 ベース）     | Rev A: Apple TV ソフトウェア 5.2 （iOS 6.1 ベース）      | tvOS 9.0 （iOS 9 ベース）                                        | tvOS 11.0 （iOS 11 ベース）                              | tvOS 14.5 （iOS 14.5 ベース）                                                                       | tvOS 16.1 （iOS 16.1 ベース）                                             |
| 現時点の最新OS | Apple TV ソフトウェア 3.0.2 （Mac OS X 10.4 ベース）                           | Apple TV ソフトウェア 6.2.1 （iOS 7.1.2 ベース） | Apple TV ソフトウェア 7.9 （iOS 8.4.4 ベース）           | tvOS 18.5 （iOS 18.5 ベース）                                    | tvOS 18.5 （iOS 18.5 ベース）                            | tvOS 18.5 （iOS 18.5 ベース）                                                                       | tvOS 18.5 （iOS 18.5 ベース）                                             |